# Tipula (Lunatipula) cassiope
Tipula (Lunatipula) cassiope is een tweevleugelige uit de familie langpootmuggen (Tipulidae). De soort komt voor in het Palearctisch gebied.